# Dobry Samarytanin (według Delacroix)
Dobry Samarytanin (według Delacroix), hol. De Barmhartige Samaritaan (naar Delacroix), ang. The Good Samaritan (after Delacroix) – obraz Vincenta van Gogha namalowany w maju 1890 podczas pobytu artysty w miejscowości Saint-Rémy.
Nr kat.: F 633, JH 1974.

## Historia
Van Gogh namalował obraz podczas pobytu w szpitalu psychiatrycznym w Saint-Rémy. Brakowało mu modeli, więc sporządzał kopie mistrzów, których cenił: Rembrandta i Delacroix. W liście do brata Theo nadmienił krótko, iż przymierza się do namalowania obrazu według Delacroix:
Spróbowałem [namalować] również kopię “Dobrego Samarytanina” według Delacroix..

## Opis
Mężczyzna z Samarii wsadza okradzionego człowieka na konia. W oddali z lewej widać dwóch ludzi, którzy wyminęli rannego leżącego na drodze i pozostawili go. Byli to kapłan i lewita. Nie okazali się oni tak sprawiedliwi, za jakich chcieliby uchodzić. Tylko Samarytanin pomógł rannemu.

### Pierwowzór ewangeliczny
Jezus (...) rzekł: «Pewien człowiek schodził z Jerozolimy do Jerycha i wpadł w ręce zbójców. Ci nie tylko, że go obdarli, lecz jeszcze rany mu zadali i zostawiwszy na pół umarłego, odeszli. Przypadkiem przechodził tą drogą pewien kapłan; zobaczył go i minął. Tak samo lewita, gdy przyszedł na to miejsce i zobaczył go, minął. Pewien zaś Samarytanin, będąc w podróży, przechodził również obok niego, gdy go zobaczył, wzruszył się głęboko: podszedł do niego i opatrzył mu rany, zalewając je oliwą i winem, potem wsadził go na swoje bydlę (...). (Łk 10, 30–34)
Van Gogh bardzo cenił twórczość Delacroix:
To, co uważam za tak piękne u Delacroix, to to, że pozwala on również widzowi odczuć życie przedmiotu. Ten wyraz i ten ruch pokazują, że wznosi się on ponad sztampowość.
Dążenie van Gogha do coraz intensywniejszego kolorytu oznaczało wyraźne zerwanie z impresjonizmem, a równocześnie stylistyczne osiągnięcie wobec teorii tła Delacroix. Jego błękitne i czerwone tonacje van Gogh wymieszał razem z brunatnymi i żółtymi barwami ziemi w żywy rytm barw zimnych i ciemnych przeciwstawionych tonom jasnym i ciemnym za pomocą wyrazistych pociągnięć pędzla. Religijny temat dzieła odpowiadał jego samotnej i rozpaczliwej egzystencji, nie uwarunkowanej jakimś nowym samooszukiwaniem się na gruncie religijnym.